# Чашники (гусити)
Ча́шники (чеськ. kališníci, від kalich — «чаша»), калікстинці (від лат. calix — «потир», «чаша»), утраквісти (чеськ. utrakvisté, utraquisté) — прихильники поміркованої течії гуситського руху у Чехії XV століття. Програмний документ — «Чотири празькі статті». До них належали переважно магістри-богослови університету, частина панів і лицарів, середнє духовенство, багато ремісників. Вимагали позбавити католицьку церкву її землеволодінь, запровадити для духовенства відмову від власності, суворе покарання за здійснені гріхи.
Характерною вимогою чашників, що дала й назву всьому руху, полягало у тому, аби здійснювати причастя мирян не тільки гостіями (як це донедавна практикувалося у католицькій церкві), але й вином («чашею»), тобто приймати Тіло і Кров Христову «під двома видами» (лат. sub utraque specie — звідки «утраквісти»).

## Джерело
- О. В. Гісем, О. О. Мартинюк. Наочний довідник. Всесвітня історія. 6-7 класи. — Київ — Харків. — «ВЕСТА», 2006.